# Kołomia (województwo łódzkie)
Kołomia – wieś w Polsce położona w województwie łódzkim, w powiecie kutnowskim, w gminie Nowe Ostrowy.
W latach 1975–1998 miejscowość administracyjnie należała do województwa płockiego.

## Zabytki
Według rejestru zabytków NID na listę zabytków wpisany jest obiekt:
- park dworski, 1 poł. XIX, nr rej.: 659 z 30.12.1998